# Acacia phasmoides
Acacia phasmoides — вид квіткових рослин з родини бобових. Ареал: Австралія (Вікторія, Новий Південний Уельс).

## Середовище
Росте у вологих ґрунтах уздовж струмків у лісах, тоді як у Вікторії його можна знайти у високогірних лісах у тріщинах між скелями з рідким ґрунтом.

## Біоморфологічна характеристика
Це кущ заввишки 1–4 метри, який цвіте в листопаді та грудні. Філодії у довжину від 5 до 12,5 см і вшир від 1 до 2 мм. Яскраво-жовті кулясті голови квітів з'являються поодиноко або групами по дві в пазухах філодіїв з вересня по листопад, за ними з’являються вигнуті стручки завдовжки від 5 до 9 см і вшир від 2 до 4 мм. 